# Caileigh Filmer
Caileigh Filmer, née le 18 décembre 1996 à Victoria, est une rameuse d'aviron canadienne, médaillée de bronze aux Jeux olympiques d'été de 2020.

## Carrière
Elle remporte aux Jeux olympiques de la jeunesse de 2014 la médaille de bronze en deux sans barreur. Elle fait ensuite partie du huit canadien cinquième des Jeux olympiques d'été de 2016. Aux Championnats du monde d'aviron 2018, elle est sacrée championne du monde du deux sans barreur avec Hillary Janssens. Elle est médaillée de bronze du deux sans barreur avec Hillary Janssens aux Championnats du monde d'aviron 2019.
En 2021, elle remporte avec Hillary Janssens la médaille de bronze en deux sans barreur aux Jeux olympiques d'été de 2020 à Tokyo.
En mai 2022, elle est sélectionnée pour participer à la manche de Coupe des nations de cyclisme sur piste de Milton au Canada.
Au Jeux olympiques de Paris en 2024, l'équipe dont elle fait partie, soit l'équipage du huit de pointe féminin, a remporté la médaille d'argent au Stade nautique de Vaires-sur-Marne.

## Palmarès

### Jeux olympiques
- 2021 à Tokyo,  Japon
  -  Médaille de bronze en deux sans barreur

### Championnats du monde
- 2018 à Plovdiv,  Bulgarie
  -  Médaille d'or en deux sans barreur
- 2019 à Ottensheim,  Autriche
  -  Médaille de bronze en deux sans barreur

### Jeux olympiques de la jeunesse
- 2014 à Nankin,  Chine
  -  Médaille de bronze en deux sans barreur